# Hannibal ante portas
Die lateinische Redewendung Hannibal ante portas („Hannibal vor den Toren“) geht auf die historische Äußerung Hannibal ad portas („Hannibal bei den Toren“) in den Philippischen Reden des römischen Politikers und Schriftstellers Marcus Tullius Cicero (106–43 v. Chr.) zurück, in denen vor dem Herrschaftsanspruch des Marcus Antonius gewarnt wird.
In den Philippischen Reden („Hannibal, credo, erat ad portas“ mit ironischem „credo“) und dem Werk De finibus bonorum et malorum („Si Hannibal ad portas venisset,“ mit irrealem „venisset“) steht der Ausdruck für eine unmittelbare Existenzbedrohung, an beiden Stellen spricht Cicero aber von einer nur eingebildeten, nur behaupteten oder nur vorgestellten Gefahr. An anderen Stellen in den Philippischen Reden setzt Cicero – aber ohne die Formulierung „Hannibal ad portas“ zu verwenden – Antonius mit dem gefürchtetsten Feldherrn des Erzfeinds Roms, Hannibal von Karthago, gleich, der im Zweiten Punischen Krieg nach seinem legendären Zug über die Alpen zwar niemals tatsächlich vor den Toren Roms stand, dessen vernichtenden Angriff man in Rom aber sehr wohl befürchten musste. Dieses Trauma schlug sich später in einem geflügelten Wort nieder. Auch andere römische Schriftsteller wie der Geschichtsschreiber Titus Livius (49 v. Chr. bis 17 n. Chr.) griffen den Ausspruch auf und verwendeten ihn in ihren Schriften zur Bezeichnung einer großen Gefahr, meist direkt auf Hannibal bezogen.
„Hannibal ante portas“ gibt die Lage Hannibals an. Hannibal befindet sich demnach unmittelbar vor den Toren Roms. Allerdings war Hannibal niemals vor Rom, sondern lediglich in der Nähe Roms und zog eher in den anderen Gebieten Italiens herum. Daher ist das populäre Zitat „Hannibal ante portas“ falsch. Der Begriff „Hannibal ad portas“ kann zum einen die Lage von Hannibal in der Nähe der Tore bezeichnen (Hannibal bei den Toren). Die Präposition „ad“ gibt aber vor allem die Richtung an, d. h. Hannibal war auf dem Weg „zu den“ Toren. Diese Übersetzung scheint am sinnvollsten, weil Hannibal nach seinem Sieg in der Schlacht von Cannae zunächst auf Rom zumarschierte.
Heute wird der Ausspruch genutzt, um vor einer unmittelbar bevorstehenden Gefahr, zum Beispiel einer Person oder Sache, von der eine Bedrohung auszugehen scheint, zu warnen. Auch komödiantisch wird das Potenzial genutzt: Ein Film des deutschen Humoristen Loriot trägt den Titel Pappa ante portas.